# Elf (fantastyka)
Elf – stworzenie rodem z mitologii germańskiej, wykorzystywane w licznych książkach, filmach i grach w konwencji fantasy. Z początku elfy były pomniejszymi bożkami natury i płodności, później były przedstawiane jako chochliki lub duszki leśne bądź wodne. W folklorze przedstawiane są jako małe, wyglądające młodzieńczo istoty wielkiej piękności, żyjące w lasach, źródłach, studniach, a nawet pod ziemią. Wierzono, że są długowieczne, jeśli nie nieśmiertelne i posiadają różnorakie magiczne moce.

## Elfy w mitologii

### Mitologia nordycka

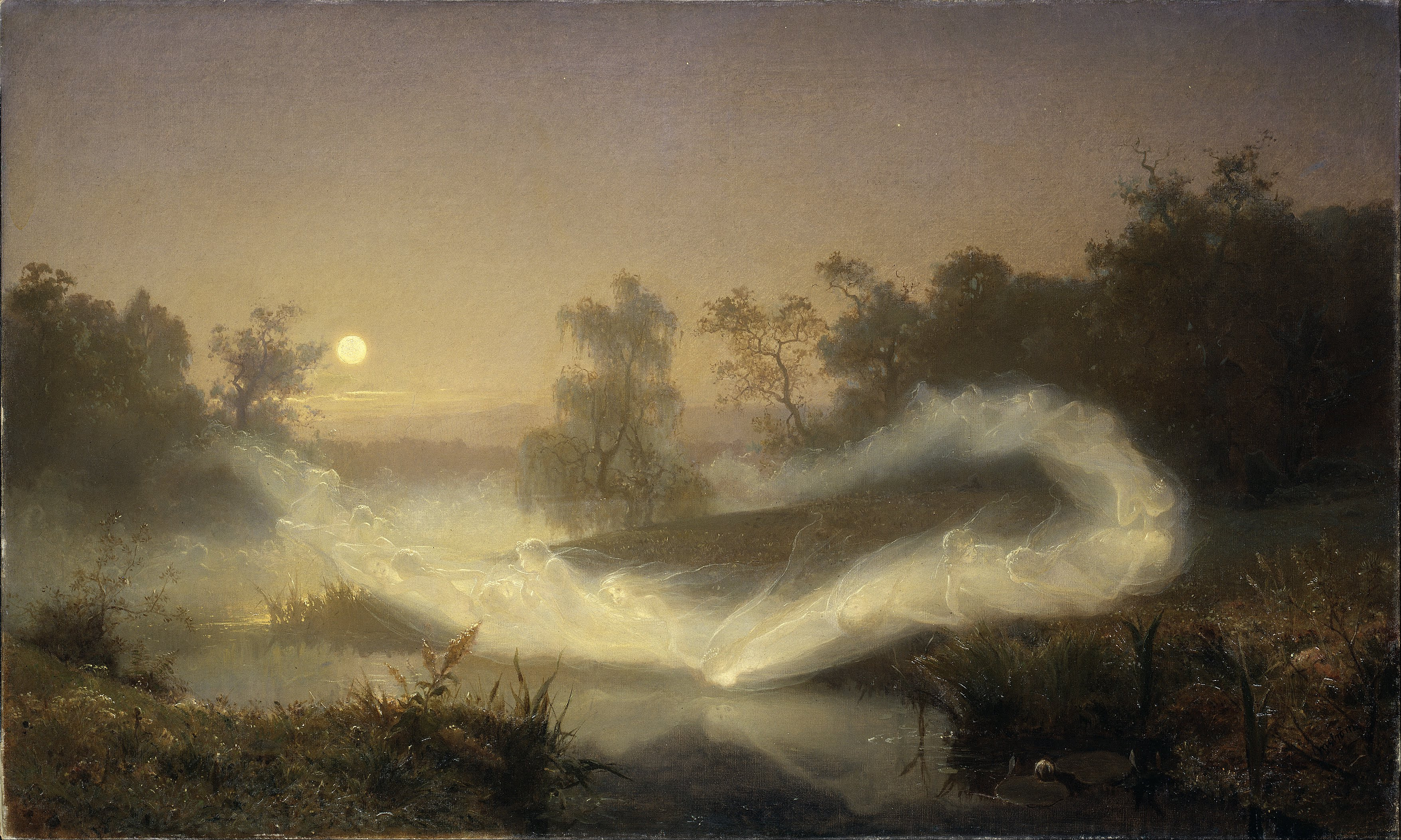
Taniec elfów, August Malmström, 1866; Muzeum Narodowe, Sztokholm

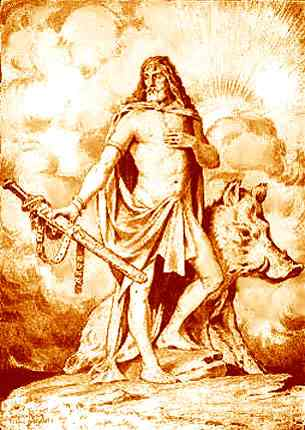
Freyr, pan Álfheimu

Mitologia nordycka dzieli elfy (stnord. Álfar, isl. Álfur) na elfy światła (Liosálfar) oraz mroczne lub czarne elfy (Döckálfar lub Svartalfar). Były ludzkiego wzrostu, choć bardziej smukłe od ludzi.
Elfy światła wymienia się zwykle razem z Asami w miejsce Wanów. Nazwy Vanir (Wanowie) i Álfar (Elfy) mogły być albo synonimami – stąd wyrażanie „Asowie i Elfy” znaczyło „wszyscy bogowie” – albo oznaczało różnicę w statusie między wyższymi (Wanowie) a pomniejszymi (elfy) bogami obfitości.
Wojciech Górczyk uważa, że elfy są „lokalnymi bogami z Północnej Szwecji – obszaru zamieszkanego przez autochtonicznych rolników (Megalithenvölker). Po połączeniu wierzeń ludów z północnej i południowej Skandynawii bogowie ci zostali wyparci przez panteon bóstw najeźdźców (Streitaxvölker, czyli mówiących po aryjsku zdobywców), którzy najpierw opanowali tereny dzisiejszej Norwegii. Lokalni bogowie nie zostali jednak całkowicie zapomniani, a jedynie uznani za stojących niżej od Aesirów. Stali się w ten sposób bóstwami opiekuńczymi zarówno dla autochtonów, jak i dla najeźdźców”.
Jeden z Wanów, Frejr, był panem Álfheimu (ojczyzny elfów) i miał za sługi dwoje elfów: Byggvira (bożka jęczmienia) i Beylę (boginkę zbóż, nabiału i miodu), którzy wymieniani są w poemacie Lokasenna. Dla elfów jako bóstw obfitości organizowaną późną jesienią alfablót (ofiary dla elfów) które przeprowadzano po domach.
Sławni ludzie mogli być wyniesieni do rangi elfa po śmierci, jak w przypadku kowala Völunda. Poza tym norweska Heimskringla wspomina o linii lokalnych królów, którzy rządzili Álfheimem – ostatni król z tej dynastii nazywał się Gandalf.
Czarne elfy, żyjące w Svartalfheimie miały być uzdolnionymi kowalami, a za najlepszych uznawano synów Ivaldiego, ojca Idun. Choć niektóre źródła identyfikują ich z krasnoludami z Nidavelliru, które podobnie miały reputację doskonałych kowali, nordycka literatura zwykle rozróżnia te rasy.

### Folklor skandynawski

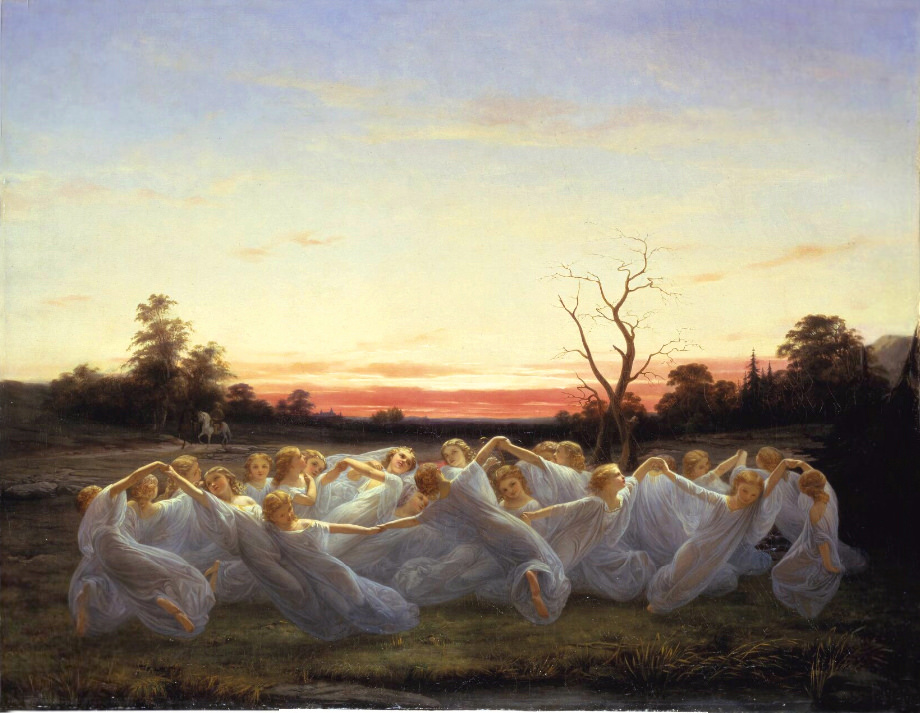
Elfy tańczące na łące, Nils Blommér, 1850

W folklorze skandynawskim, który jest połączeniem elementów mitologii chrześcijańskiej i późno-nordyckiej, elfy przetrwały głównie jako nisser (chochliki podobne do polskich domowików) oraz älvor (szw. lp. älva; norw. Ælvor, duń. Alfer). Były to porażającej urody dziewczęta, które żyły w lasach z elfim królem. Były długowieczne i niefrasobliwe z natury. Można je było zobaczyć w nocy tańczące na łąkach, a pozostałe po nich kręgi nazywano älvdanser (elfie tańce) lub älvringar (elfie kręgi). Człowiek obserwujący je w tańcu zauważał po fakcie, że choć jemu wydawało się, że minęły godziny, w prawdziwym świecie minęły lata. Ten fenomen jest też obecny w opowieściach o irlandzkich sídhe i wykorzystany przez Tolkiena w jego Władcy Pierścieni, gdy Drużyna Pierścienia zauważa, że „czas w Lothlórien płynie jakby wolniej”, jak również przy spotkaniu Thingola i Meliany.
W Danii wyobrażenia o elfach połączyły się z wyobrażeniem norweskiej Huldry tworząc piękne kobiety, które zwabiają mężczyzn, by ich zatańczyć na śmierć (podobnie jak polskie rusałki). Charakterystyczne jest to, że widziane z tyłu były puste.
W folklorze islandzkim elfy znane są jako Huldufólk, ukryci ludzie.

### Folklor niemiecki

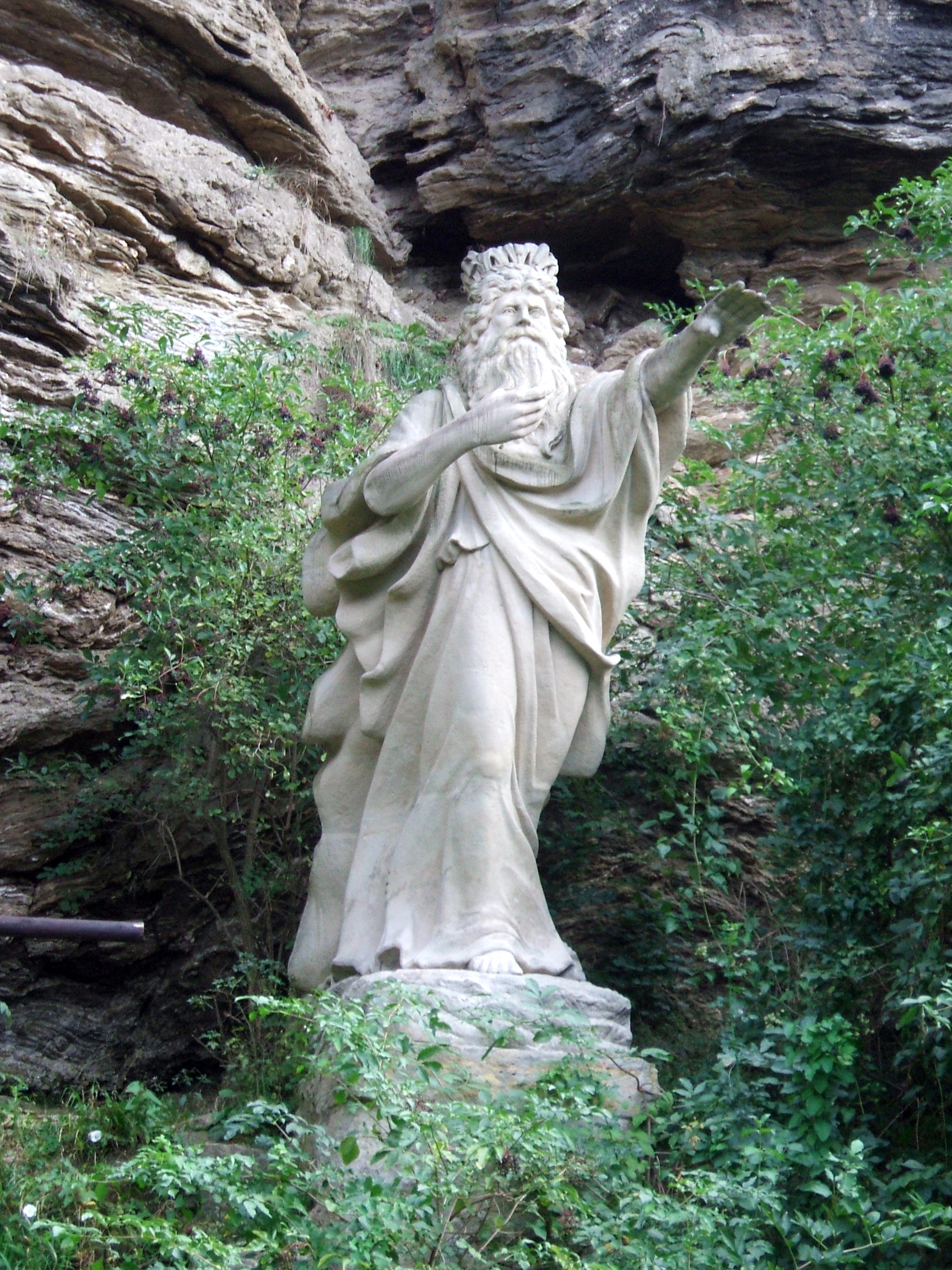
Posąg Króla Elfów w Jenie

W niemieckim folklorze elfy (s-w-niem. Alb) z bożków przekształciły się w psotne chochliki, które mogły powodować choroby bydła i ludzi, a także zsyłać na śpiących koszmary. Niemieckie słowo Albtraum (koszmar) dosłownie znaczy „elfi sen”, a jego archaiczny odpowiednik Albdruck („elfi ucisk”) powstał w wyniku przekonania, że koszmary powodują elfy siedzące na klatce piersiowej śpiącego. Podobnymi stworzeniami o słowiańskim rodowodzie są: Dusiołek Leśmiana i Zmora, zwana też marą.
Najbardziej znaną baśnią o elfach jest Szewczyk i Elfy autorstwa braci Grimm. W tej historii elfy mają tylko stopę wysokości, są nagie i (podobnie jak leprechauny) robią buty. W ten sposób pomagają szewcowi. Gdy zaś szewc nagradza ich pracę ubrankami, elfy są zachwycone, zabierają rzeczy i znikają na zawsze (podobnie zachowują się skrzaty domowe w serii książek o Harrym Potterze).
Poza tym, w niemieckim folklorze osobom, które mają umrzeć ma się pojawiać elf, bądź nawet król Elfów – jak irlandzka banshee. W przeciwieństwie jednak do banshee, król elfów pojawia się wyłącznie tuż przed śmiercią, a z wyrazu jego twarzy można wyczytać, czy śmierć będzie łagodna czy bolesna. Ten aspekt legendy unieśmiertelnił Goethe w swym poemacie Król Elfów, do którego później muzykę napisał Schubert.

### Mitologia irlandzka
Elfy w mitologii irlandzkiej (s.irl Síd, n.irl. Sídhe) są rasą istot nadprzyrodzonych, dość mocno odmiennych od ludzi. Istnieją różne typy sídhe, mianowicie: sluagh sídhe potrafiące latać i dowolnie zmieniać kształt elfy z orszaku Dzikiego Łowu, sídhe chodzące po ziemi w porze zmierzchu oraz sídhe strzegące lasów i jezior Irlandii i Szkocji.

### Inne wierzenia
Elfy w mitologii słowiańskiej przez część badaczy utożsamiane są z rusałkami i wiłami. W mitologii greckiej elfy przez część badaczy utożsamiane są z nimfami. Według niektórych dzisiaj żywych tradycji elfy wyręczają Świętego Mikołaja w rozdawaniu prezentów pod choinkę lub mu w tym pomagają.

## Elfy w fantasy

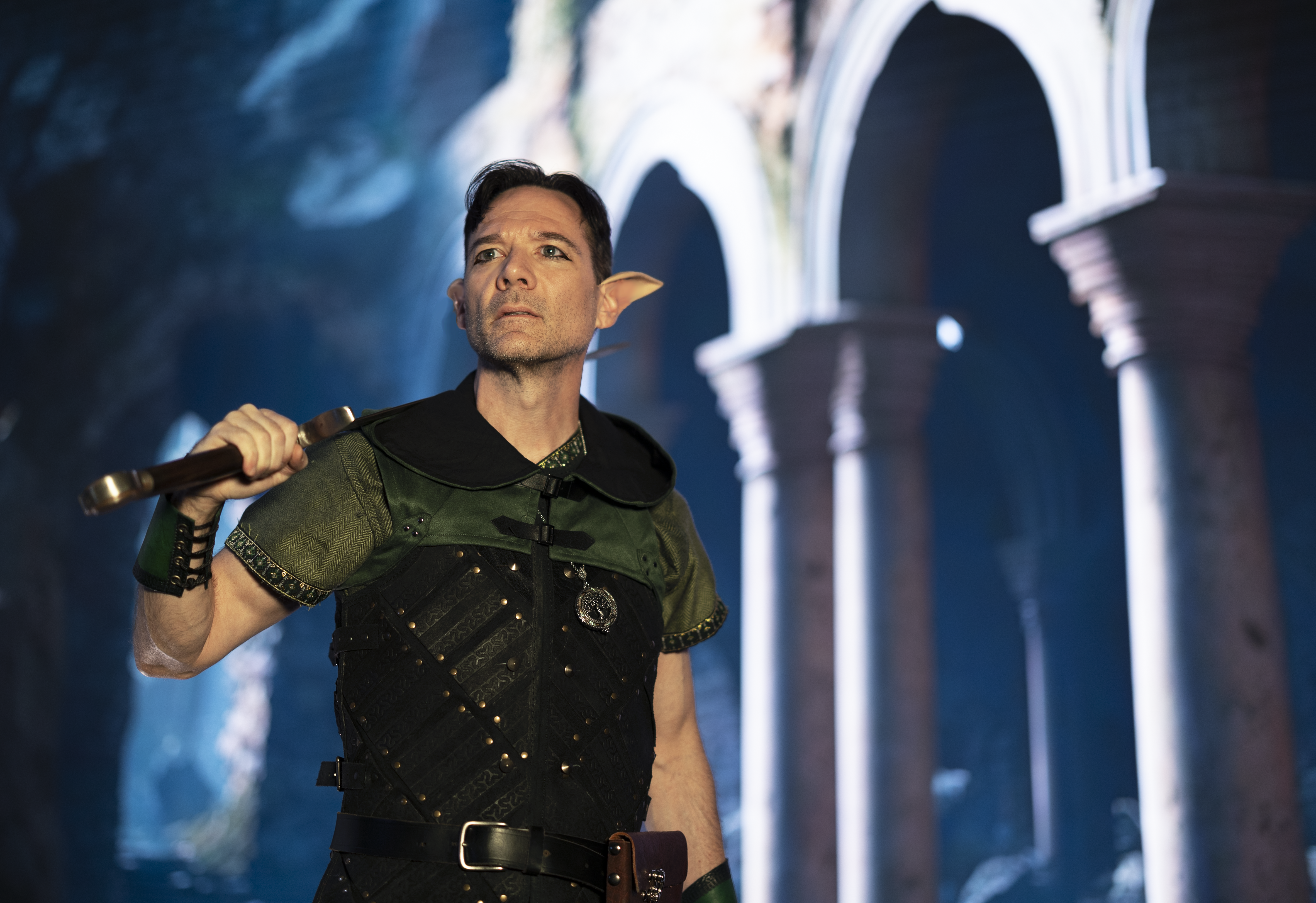
Przykład długouchego elfa występującego w utworach fantasy

Po raz pierwszy pojawiły się w twórczości J.R.R. Tolkiena. Od tamtej pory stanowią jedną z najważniejszych ras większości światów fantasy. Ich cechą charakterystyczną jest to, że są długowieczne (u Tolkiena nieśmiertelne, chociaż miały możliwość wybrania życia śmiertelnego). Zazwyczaj przestawiane jako zręczniejsze, piękniejsze i delikatniejsze od ludzi oraz mające szpiczaste uszy.

### Śródziemie

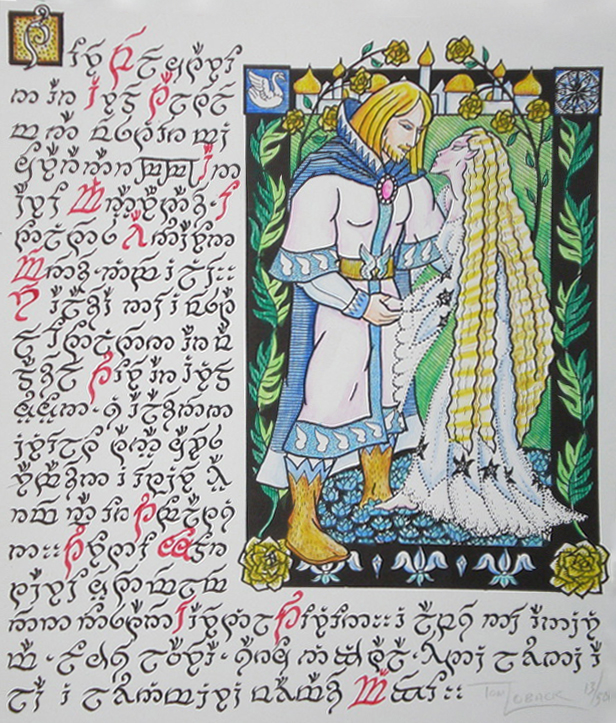
Zaślubiny Tuora i Idril

W legendarium Tolkiena elfowie są jedną z najpotężniejszych ras Śródziemia i Amanu. Inna nazwa elfów to Quendi (qya. Mówiący). Zwani są też pierworodnymi dziećmi Ilúvatara (jego dziećmi są też ludzie, którzy pojawili się później). Nie starzeją się.
Posługują się własnymi językami, z których najbardziej znane to quenya i sindarin. Najważniejsze szczepy elfów to Calaquendi, którzy ukończyli Wielką Wędrówkę ze Śródziemia do Amanu, Sindarowie, którzy nie ukończyli Wielkiej Wędrówki oraz Moriquendi, którzy odmówili wzięcia w niej udziału. We Władcy Pierścieni ostatni z Calaquendich opuszczają Śródziemie i odpływają do Amanu.